# بيورن لارسون (مخرج منفذ)
بيورن لارسون (بالسويدية: Björn Larsson)‏ هو مخرج منفذ سويدي، ولد في 12 مايو 1975 في Solberga parish ‏ في السويد.